# Nanuque
Nanuque este un oraș în Minas Gerais (MG), Brazilia.